# Promozione Piemonte-Valle d'Aosta 1953-1954
La Promozione fu il massimo campionato regionale di calcio disputato in Piemonte nella stagione 1953-1954.
A ciascun girone, che garantiva al suo vincitore la promozione in IV Serie a condizione di soddisfare le condizioni economiche richieste dai regolamenti, partecipavano sedici squadre, ed era prevista la retrocessione delle quattro peggio piazzate, anche se erano possibili aggiustamenti automatici per ripartire fra le appropriate sedi locali le squadre discendenti dalla IV Serie.
Questi sono i gironi organizzati dalla Lega Regionale Piemontese.

## Girone A

### Squadre partecipanti
| Club                     | Città (provincia)    | Stagione precedente |
| ------------------------ | -------------------- | ------------------- |
| A.S. Cameri              | Cameri (NO)          |                     |
| C.R.A.L. Cartiera Burgo  | Romagnano Sesia (NO) |                     |
| U.S. Coggiola            | Coggiola (VC)        |                     |
| A.S. Cossatese           | Cossato (VC)         |                     |
| S.S. Ghemmese            | Ghemme (NO)          |                     |
| U.S. Grignasco           | Grignasco (NO)       |                     |
| U.S. Ivrea               | Ivrea (TO)           |                     |
| A.S. Juventus Domo       | Domodossola (NO)     |                     |
| S.S. Libertas            | Pallanza (NO)        |                     |
| A.S. Omegna              | Omegna (NO)          |                     |
| S.S. Quaronese           | Quarona (VC)         |                     |
| U.S. Sestese             | Sesto Calende (VA)   |                     |
| A.S. Sunese              | Suno (NO)            |                     |
| A.C. Trecate             | Trecate (NO)         |                     |
| A.S. Virtus Villadossola | Villadossola (NO)    |                     |
| G.S. Wild & C.           | Novara               |                     |

### Classifica finale
|  | Pos. | Squadra             | Pt | G  | V  | N  | P  | GF | GS | DR  |
|  | ---- | ------------------- | -- | -- | -- | -- | -- | -- | -- | --- |
|  | 1.   | Ivrea               | 44 | 30 | 20 | 4  | 6  | 63 | 30 | +33 |
|  | 2.   | Wild & C.           | 41 | 30 | 16 | 9  | 5  | 63 | 36 | +27 |
|  | 3.   | Cossatese           | 34 | 30 | 14 | 6  | 10 | 56 | 38 | +18 |
|  | 3.   | Virtus Villadossola | 34 | 30 | 14 | 6  | 10 | 58 | 55 | +3  |
|  | 3.   | Grignasco           | 34 | 30 | 12 | 10 | 8  | 48 | 41 | +7  |
|  | 6.   | Juventus Domo       | 33 | 30 | 15 | 3  | 12 | 53 | 56 | -3  |
|  | 7.   | Quaronese           | 32 | 30 | 12 | 8  | 10 | 69 | 46 | +23 |
|  | 8.   | Omegna              | 30 | 30 | 12 | 6  | 12 | 50 | 53 | -3  |
|  | 8.   | Sunese              | 30 | 30 | 10 | 10 | 10 | 48 | 46 | +2  |
|  | 10.  | Libertas            | 28 | 30 | 11 | 6  | 13 | 56 | 63 | -7  |
|  | 10.  | Cartiera Burgo      | 27 | 30 | 11 | 5  | 14 | 42 | 59 | -17 |
|  | 12.  | Coggiola            | 26 | 30 | 10 | 6  | 14 | 51 | 49 | +2  |
|  | 12.  | Ghemmese            | 26 | 30 | 11 | 4  | 15 | 48 | 56 | -8  |
|  | 14.  | Trecate             | 24 | 30 | 9  | 6  | 15 | 47 | 60 | -13 |
|  | 15.  | Sestese             | 22 | 30 | 6  | 10 | 14 | 31 | 48 | -17 |
|  | 16.  | Cameri              | 15 | 30 | 6  | 3  | 21 | 41 | 88 | -47 |

Legenda:
      Ammesso alle finali per il titolo.
  Retrocesso e in seguito riammesso.
      Retrocesso in Prima Divisione Regionale.
Regolamento:
Due punti a vittoria, uno a pareggio, zero a sconfitta.
Pari merito in caso di pari punti.
Note:
La Ghemmese è stata in seguito riammessa.

### Spareggio salvezza
|          | Risultato |          | Luogo e data               |
| -------- | --------- | -------- | -------------------------- |
| Ghemmese | 2 - 3     | Coggiola | Borgomanero, 6 giugno 1954 |
|          |           |          |                            |

- La Ghemmese è retrocessa, poi riammessa.

## Girone B

### Squadre partecipanti
| Club                                | Città (provincia)     | Stagione precedente |
| ----------------------------------- | --------------------- | ------------------- |
| U.S. Acqui                          | Acqui Terme (AL)      |                     |
| U.S. Albese                         | Alba (CN)             |                     |
| A.C. Asti                           | Asti                  |                     |
| U.S. Carmagnolese                   | Carmagnola (TO)       |                     |
| A.S. Cenisia                        | Torino                |                     |
| U.S. Ciriè                          | Cirié (TO)            |                     |
| E.N.A.L. G.S. A.T.M. Sezione Calcio | Torino                |                     |
| U.S. Felizzano                      | Felizzano (AL)        |                     |
| U.S. Lanzese                        | Lanzo Torinese (TO)   |                     |
| F.C. Pinerolo                       | Pinerolo (TO)         |                     |
| U.S. R.I.V.                         | Villar Perosa (TO)    |                     |
| U.S. Rivoli                         | Rivoli (TO)           |                     |
| U.S. Settimese                      | Settimo Torinese (TO) |                     |
| A.S. Vallorco                       | Cuorgnè (TO)          |                     |
| U.S. Val Pellice                    | Torre Pellice (TO)    |                     |
| G.S. S.N.I.A. Viscosa               | Venaria Reale (TO)    |                     |

### Classifica finale
|  | Pos. | Squadra       | Pt | G  | V | N | P | GF | GS | DR |
|  | ---- | ------------- | -- | -- | - | - | - | -- | -- | -- |
|  | 1.   | Cenisia       | 50 | 30 |   |   |   |    |    |    |
|  | 2.   | Asti          | 42 | 30 |   |   |   |    |    |    |
|  | 3.   | Pinerolo      | 39 | 30 |   |   |   |    |    |    |
|  | 4.   | R.I.V.        | 38 | 30 |   |   |   |    |    |    |
|  | 5.   | Acqui         | 33 | 30 |   |   |   |    |    |    |
|  | 6.   | Ciriè         | 31 | 30 |   |   |   |    |    |    |
|  | 7.   | Albese        | 30 | 30 |   |   |   |    |    |    |
|  | 7.   | Vallorco      | 30 | 30 |   |   |   |    |    |    |
|  | 9.   | Lanzese       | 29 | 30 |   |   |   |    |    |    |
|  | 9.   | Carmagnolese  | 29 | 30 |   |   |   |    |    |    |
|  | 11.  | SNIA Viscosa  | 28 | 30 |   |   |   |    |    |    |
|  | 12.  | Rivoli        | 25 | 30 |   |   |   |    |    |    |
|  | 13.  | Val Pellice   | 21 | 30 |   |   |   |    |    |    |
|  | 14.  | Settimese     | 19 | 30 |   |   |   |    |    |    |
|  | 15.  | Felizzano     | 18 | 30 |   |   |   |    |    |    |
|  | 16.  | A.T.M. Torino | 16 | 30 |   |   |   |    |    |    |

Legenda:
      Ammesso alle finali per il titolo.
  Retrocesso e in seguito riammesso.
      Retrocesso in Prima Divisione Regionale.
Regolamento:
Due punti a vittoria, uno a pareggio, zero a sconfitta.
Pari merito in caso di pari punti.
Note:
Vallorco disciolto a fine stagione.
Il Valpellice è stato in seguito riammesso.

## Finali per il titolo
??